# كارين هاريسون
كارين هاريسون (بالإنجليزية: Karen Harrison)‏ هي نقابية بريطانية، ولدت في 16 نوفمبر 1960 في غلاسكو في المملكة المتحدة، وتوفيت في 1 أبريل 2011 في أكسفورد في المملكة المتحدة.